# 女媭
女媭是先秦时楚国人物名，一般被认为是屈原之姐，《离骚》：“女媭之婵媛兮，申申其詈予。”。《水经注·江水》引用袁山松曰：“屈原有贤姊，闻原放逐，亦来归，喻令自宽全，乡人冀其见从，因名曰秭归。”但朱熹在《楚辞辨证》认为媭为女之贱者，“女媭”乃是屈原之妾。
媭也是女子的通称，有美好的意思。《说文解字》中说：“媭，女字也。”

## 纪念
后世在秭归建有女媭庙以纪念，《水经注·江水》引袁山松：“（秭归）县北一百六十里有屈原故宅，累石为室基，名其地曰乐平里，宅之东北六十里有女媭庙，捣衣石犹存。”刘昭注引《荆州记》：“县北一百里有屈原故宅，方七顷，累石为屋基，令其地名乐平，宅东北六十里有女须庙。

## 脚注
1. ↑  王逸注：“女媭，屈原姊也。”